# KBS2
KBS2 er en sydkoreansk jordbaseret tv-kanal, der ejes af Korean Broadcasting System. Det målrettede mod de unge seere med programmer bestående af drama, underholdningsshow og live sportsdækning. KBS2 er et resultat af den tvungne fusion af Tongyang Broadcasting Corporation med KBS i 1980.
| Fjernsyn | Spire Denne artikel om en tv-kanal er en spire som bør udbygges. Du er velkommen til at hjælpe Wikipedia ved at udvide den. |